# Dawid Woch
Dawid Tomasz Woch (ur. 16 maja 1997 w Częstochowie) – polski siatkarz, grający na pozycji środkowego. 
Jego starszy o 9 lat brat był lekkoatletą, biegał na długie dystanse. Próbował też sił tak jak swój brat w biegach. Jednego roku urósł około 23 cm. Na pierwszy trening siatkarski poszedł do Norwida Częstochowa. Zaczynał od gry jako przyjmujący, dopiero później, gdy trafił do SMS-u PZPS Spała, trener Sebastian Pawlik przestawił go na pozycję środkowego.
Jest absolwentem Szkoły Mistrzostwa Sportowego w Spale.
Podczas Gali Polskiej Ligi Siatkówki 2025 został wybrany Odkryciem sezonu 2024/2025 PlusLigi.

## Sukcesy klubowe
I liga:
- 2016

Superpuchar Rumunii:
- 2023[8]

Liga rumuńska:
- 2024[9]

Puchar CEV:
- 2025[10]

## Sukcesy reprezentacyjne
Międzynarodowy Turniej EEVZA Kadetów:
- 2013

Mistrzostwa Europy Kadetów:
- 2015[11]

Olimpijski festiwal młodzieży Europy:
- 2015

Mistrzostwa Świata Kadetów:
- 2015

Mistrzostwa Europy Juniorów:
- 2016

Letnia Uniwersjada:
- 2021[12]